# Mustigarahalli, Jagalur
Mustigarahalli là một làng thuộc tehsil Jagalur, huyện Davanagere, bang Karnataka, Ấn Độ.